# Monarchs de la Caroline
Les Monarchs de la Caroline sont une franchise professionnelle de hockey sur glace de la Ligue américaine de hockey qui a existé de 1995 à 1997.

## Histoire
La franchise fut créée en 1995 et était basée à New Haven. En 1997, lorsque les Whalers de Hartford déménagèrent en Caroline du Nord pour devenir les Hurricanes de la Caroline et prendre possession du Greensboro Coliseum, les Monarchs furent achetés par les Hurricanes et déménagés dans le Connecticut pour devenir les Beast de New Haven.

## Statistiques
Pour les significations des abréviations, voir Statistiques du hockey sur glace.
| Saison  | PJ | V  | D  | N  | DP | Pts | BP  | BC  | Classement Final | Séries éliminatoires |
| ------- | -- | -- | -- | -- | -- | --- | --- | --- | ---------------- | -------------------- |
| 1995-96 | 80 | 28 | 38 | 11 | 3  | 70  | 313 | 343 | 4e South         | Non qualifiés        |
| 1996-97 | 80 | 28 | 43 | 4  | 5  | 65  | 273 | 303 | 5e Mid-Atlantic  | Non qualifiés        |